# Atlin Road
Pour les articles homonymes, voir Atlin.
Atlin Road est une route du Yukon et de la Colombie-Britannique au Canada. Elle s'appelle Highway 7 au Yukon et n'a pas de numéro officiel en Colombie-Britannique. Elle s'étend sur une distance de 175 kilomètres (109 mi).
Cette route est construite par l'armée canadienne entre 1950 et 1951 pour relier le village d'Atlin en Colombie-Britannique avec la Tagish Road qui rejoint elle-même la route de l'Alaska.
Dans les années 1980, la section qui se situe au Yukon est améliorée alors que la section de la Colombie-Britannique est laissée plus ou moins à l'abandon. Toutefois, des travaux y sont  entrepris en 2000. La plus grande partie située en Colombie-Britannique longe le lac Atlin.